# Каверзнєва Ольга Вікторівна
Ольга Вікторівна Каверзнєва (12 травня 1926, Одеса — 25 грудня 2006, Москва) — російська скрипалька і музичний педагог, Заслужена артистка РРФСР (1991).
Закінчила Одеську консерваторію (1949) у Ф. Макстман, вчилася також у Б. З. Мордкович. Одночасно грала в оркестрі Одеського театру опери і балету. Потім закінчила аспірантуру Московської консерваторії (1954) у Д. Ф. Ойстраха і захистила дисертацію кандидата мистецтвознавства «Про виконання радянського скрипкового концерту на прикладі Концерту Хачатуряна». Під час аспірантури грала першу скрипку в Квартеті Московської консерваторії, що завоював першу премію на Міжнародному музичному фестивалі «Празька весна» (1950); як солістка брала участь також у Міжнародному конкурсі імені королеви Єлизавети (1951, VII премія).
З 1954 року викладач Московської консерваторії, з 1972 року доцент, з 1992 року професор.